# Qualificazioni al campionato mondiale femminile di calcio 2015 - UEFA - Fase a gironi, gruppo 6
Il gruppo 6 della sezione UEFA della qualificazioni al campionato mondiale femminile di calcio 2015 è composto da sei squadre: Bielorussia, Galles, Inghilterra, Montenegro, Turchia e Ucraina.

## Classifica finale
| Pos | Squadra     | Pt | G  | V  | N | P  | GF | GS | DR  |
| --- | ----------- | -- | -- | -- | - | -- | -- | -- | --- |
| 1.  | Inghilterra | 30 | 10 | 10 | 0 | 0  | 52 | 1  | +51 |
| 2.  | Ucraina     | 22 | 10 | 7  | 1 | 2  | 34 | 9  | +25 |
| 3.  | Galles      | 19 | 10 | 6  | 1 | 3  | 18 | 9  | +9  |
| 4.  | Turchia     | 12 | 10 | 4  | 0 | 6  | 12 | 31 | -19 |
| 5.  | Bielorussia | 6  | 10 | 2  | 0 | 8  | 12 | 31 | -19 |
| 6.  | Montenegro  | 0  | 10 | 0  | 0 | 10 | 6  | 53 | -47 |

## Risultati
| Arbitro: | Riem Hussein |

|                                                   |           |  |
| Carney 3’, 26’, 40’ White 13’ Dowie 60’ Aluko 62’ | Marcatori |  |

| Arbitro: | Eszter Urban |

|          |           |  |
| Ward 81’ | Marcatori |  |

| Arbitro: | Olga Zadinová |

|                                                            |           |  |
| Duggan 1’, 2’, 37’ White 30’, 39’ Aluko 33’, 49’ Dowie 75’ | Marcatori |  |

| Arbitro: | Eleni Lampadariou |

|                                               |           |              |
| Pilipenko 2’ Kharlanova 45+1’ Avkhimovich 84’ | Marcatori | 69’ Vukčević |

| Arbitro: | Stéphanie Frappart |

|                      |           |  |
| Nobbs 48’ Duggan 57’ | Marcatori |  |

| Arbitro: | Zuzana Kováčová |

|                |           |                                                    |
| Krivokapić 89’ | Marcatori | 31’ Djatel 43’ Aloshycheva 68’ Romanenko 82’ Pekur |

| Arbitro: | Yuliya Medvedeva-Keldyusheva |

|  |           |                                                    |
|  | Marcatori | 10’ Aluko 17’ (rig.) Williams 48’ Duggan 60’ Nobbs |

| Arbitro: | Florence Guillemin |

|  |           |                                      |
|  | Marcatori | 31’ Keryakoplis 70’ (rig.), 79’ Ward |

| Arbitro: | Leen Martens |

|                              |           |                |
| Çınar 11’ Uraz 68’ Topçu 75’ | Marcatori | 90+3’ Vukčević |

| Arbitro: | Ana Minić |

|  |           |               |
|  | Marcatori | 39’ Romanenko |

| Arbitro: | Aneliya Sinabova |

|               |           |                                                        |
| Karabulut 90’ | Marcatori | 3’, 25’, 37’ Fishlock 32’ (rig.) Wiltshire 67’ Harding |

| Arbitro: | Elia Martinez |

|                                                                                          |           |  |
| Duggan 2’, 13’, 71’ Aluko 37’ J. Scott 40’ Carney 49’ Sanderson 55’ Stokes 69’ Dowie 84’ | Marcatori |  |

| Arbitro: | Séverine Zinck |

|             |           |             |
| Harding 78’ | Marcatori | 7’ Bojčenko |

| Arbitro: | Marte Sørø |

|                |           |                                                                    |
| Krivokapić 24’ | Marcatori | 37’, 64’ Pilipenko 52’ Borisenko 71’, 82’, 87’, 89’ Miroshnichenko |

| Arbitro: | Zuzana Kováčová |

|               |           |                     |
| Kozyupa 90+4’ | Marcatori | 73’ Uraz 90+5’ Kara |

| Arbitro: | Lina Lehtovaara |

|                                      |           |  |
| Wiltshire 12’ Fishlock 14’, 23’, 50’ | Marcatori |  |

| Arbitro: | Sara Persson |

|                               |           |  |
| Dowie 41’, 53’ Aluko 49’, 63’ | Marcatori |  |

| Arbitro: | Monika Mularczyk |

|               |           |  |
| Wiltshire 33’ | Marcatori |  |

| Arbitro: | Jana Adámková |

|  |           |                                     |
|  | Marcatori | 31’ Aluko 36’ Houghton 90+5’ Bronze |

| Arbitro: | Sandra Bastos |

|                                                                                            |           |  |
| Djatel 31’, 50’ Yakovishyn 33’ Apanaščenko 58’ Bojčenko 61’ Mrkić 76’ (aut.) Romanenko 79’ | Marcatori |  |

| Arbitro: | Sabine Bonnin |

|                    |           |                               |
| Bulatović 23’, 49’ | Marcatori | 45+2’ Duman 58’ Uraz 80’ Kara |

| Arbitro: | Cristina Dorcioman |

|              |           |                      |
| Ovdijčuk 63’ | Marcatori | 11’ Stoney 14’ Aluko |

| Arbitro: | Linn Andersson |

|  |           |                         |
|  | Marcatori | 79’, 85’, 90+4’ Harding |

| Arbitro: | Sharon Sluyts |

|                                                                                                 |           |  |
| Pekur 27’, 82’ Apanaščenko 34’ (rig.) Ovdijčuk 38’ Yakovishyn 58’, 67’ Romanenko 61’ Djatel 64’ | Marcatori |  |

L'incontro, originariamente previsto per il 5 aprile 2014, venne spostato a causa della rivoluzione ucraina del 2014.
| Arbitro: | Monika Mularczyk |

|               |           |                                             |
| Pilipenko 61’ | Marcatori | 10’ Yakovishyn 87’ Apanaščenko 90+3’ Djatel |

| Arbitro: | Efthalia Mitsi |

|  |           |                                                |
|  | Marcatori | 16’ Carney 39’ Aluko 44’ Bassett 45’ Sanderson |

| Arbitro: | Riem Hussein |

|                                                                          |           |  |
| Romanenko 33’ Bojčenko 44’, 45’, 53’ Yakovishyn 67’, 69’, 77’ Djatel 80’ | Marcatori |  |

| Arbitro: | Marianne Svendsen |

|                        |           |  |
| Kara 40’ Uraz 60’, 69’ | Marcatori |  |

| Arbitro: | Esther Staubli |

|               |           |  |
| Romanenko 61’ | Marcatori |  |

| Arbitro: | Petra Chudá |

|  |           |                                                                                            |
|  | Marcatori | 8’, 31’, 64’ Aluko 22’, 51’ Carney 27’ Bronze 56’, 90+4’ Duggan 90’ Greenwood 90+3’ Potter |

## Statistiche

### Classifica marcatrici
13 reti
- Eniola Aluko

10 reti
- Toni Duggan

7 reti
- Karen Carney
- Oksana Jakovyšyn

6 reti
- Ol'ha Bojčenko
- Vira Djatel

- Tetjana Romanenko

- Jessica Fishlock

5 reti
- Natasha Dowie

- Yağmur Uraz

- Natasha Harding

4 reti
- Liana Mirashnichenka
- Hanna Pilipenka

3 reti
- Ellen White
- Fatma Kara

- Daryna Apanaščenko (1 rig.)
- Ljudmyla Pekur

- Helen Ward (1 rig.)
- Sarah Wiltshire (1 rig.)

2 reti
- Lucy Bronze
- Jordan Nobbs
- Lianne Sanderson

- Sladjana Bulatović
- Ivana Krivokapić

- Marija Vukčević
- Ol'ha Ovdijčuk

1 rete
- Ekaterina Avkhimovich
- Julia Borisenko
- Anastasiya Kharlanova
- Anna Kozyupa
- Laura Bassett
- Alex Greenwood

- Steph Houghton
- Josanne Potter
- Jill Scott
- Casey Stoney
- Demi Stokes
- Fara Williams (1 rig.)

- Sevgi Çınar
- Sibel Duman
- Arzu Karabulut
- Ebru Topçu
- Valeria Aleshicheva
- Hannah Keryakoplis

1 autorete
- Jovana Mrkić (a favore dell'Ucraina)